# Demetrio Del Prete
Demetrio Del Prete (Lucca, 27 aprile 1826 – Lucca, 19 marzo 1908) è stato un politico italiano.

## Biografia
Demetrio Del Prete nacque a Lucca il 27 aprile 1826, figlio di Lorenzo Del Prete, docente di diritto, presidente del Tribunale supremo del Ducato di Lucca e direttore della Biblioteca statale (1832-1843), e fratello minore di Leone.
Durante i suoi studi soggiornò a Roma e si laureò in giurisprudenza nel 1846, entrando a far parte della magistratura pontificia. A causa delle maturate idee in contrapposizione al clero, dopo la fuga di papa Pio IX a Gaeta e la proclamazione della Repubblica Romana nel 1849, contribuì alla difesa della neonata repubblica e, con l'arrivo dei francesi in città, ritenne prudente tornare a Lucca.
Nella città natale continuò la sua attività politica, sebbene su posizioni più moderate rispetto al passato. Sotto il Regno d'Italia fu eletto prima consigliere del comune di Capannori e poi consigliere del comune di Lucca nel 1865. Il 23 settembre 1870 venne nominato con Regio decreto sindaco di Lucca, entrando in carica il successivo 3 ottobre e rimanendovi fino al 13 maggio 1870. Nominato per la seconda volta sindaco l'11 settembre 1870, rassegnò le dimissioni il 31 ottobre seguente. Nel 1871 fu eletto anche consigliere provinciale. Nel 1875 divenne direttore degli Spedali e Ospizi della città. Il suo nome è legato alla trattativa e alla compravendita delle mura urbane da parte del Comune di Lucca. Rimase in consiglio comunale fino al 1877.
Morì a Lucca il 19 marzo 1908.